# 냇 지오 뮤직

냇 지오 뮤직은 내셔널 지오그래픽 계열의 케이블 방송국으로, 2007년 설립되었다.